# بروس باکسلیتنر
بروس  باکسلیتنر (به انگلیسی: Bruce Boxleitner) (زادهٔ ۱۲ مه ۱۹۵۰) بازیگر آمریکایی است. از فیلم‌ها و سریال‌های او می‌توان به کافس و کارآگاه خوش‌خوراک اشاره کرد.